# 346998 Wakamura
346998 Wakamura è un asteroide della fascia principale. Scoperto nel 2010, presenta un'orbita caratterizzata da un semiasse maggiore pari a 2,4357516 au e da un'eccentricità di 0,1460372, inclinata di 6,55875° rispetto all'eclittica.